# Nos années folles
Pour plus de détails, voir Fiche technique et Distribution.
Nos années folles est un film français coécrit et réalisé par André Téchiné, sorti en 2017.
Il s'agit d'une adaptation de l'œuvre La Garçonne et l'Assassin de Fabrice Virgili et Danièle Voldman, inspirée de l'histoire vraie de Paul Grappe, soldat français de la Première Guerre mondiale qui pour fuir les représailles liées à sa désertion, se travestit en femme avec l'aide de son épouse, Louise Landy, d'abord de façon subie puis progressivement totalement consentie.
Le film est sélectionné dans la catégorie « Évènements 70e anniversaire » et projeté en mai 2017 au Festival de Cannes.

## Synopsis
Pendant la Première Guerre mondiale, un soldat français déserte et, pour éviter d'être repris et renvoyé au front, se fait passer pour une femme avec l'aide de son épouse.

## Fiche technique
- Titre original : Nos années folles
- Titre international : Golden Years
- Réalisation : André Téchiné
- Scénario : André Téchiné et Cédric Anger, d’après l’œuvre La Garçonne et l’Assassin de Fabrice Virgili et Danièle Voldman
- Décors : Katia Wyszkop
- Costumes : Pascaline Chavanne
- Photographie : Julien Hirsch
- Son : Boris Chapelle, Vincent Goujon, Cyril Holtz, Damien Lazzerini et Francis Wargnier
- Montage : Albertine Lastera
- Musique : Alexis Rault
- Production : Michèle Halberstadt et Laurent Pétin
- Société de production : ARP Sélection
- Société de distribution : ARP Sélection
- Pays de production :  France
- Langue originale : français
- Format : couleur - 35 mm - 1,85:1 - Dolby 5.1
- Genre : Biopic, drame et historique
- Durée : 103 minutes
- Dates de sortie :
  - France : 22 mai 2017 (Festival de Cannes) ; 13 septembre 2017 (sortie nationale)

## Distribution
- Pierre Deladonchamps : Paul Grappe / Suzanne
- Céline Sallette : Louise Grappe, épouse de Paul
- Grégoire Leprince-Ringuet : Charles de Lauzin
- Michel Fau : Samuel
- Virginie Pradal : la grand-mère de Louise
- Xavier Robic : soldat mutilé
- Arthur Mazet : soldat que les filles invitent à se laver dans l'atelier
- Philippe Lellouche : l'homme discutant avec Paul au comptoir du bar
- Mama Prassinos : Valentine
- Axelle Equinet : Rachel
- Peter Bonke : Ludwik
- Nicolas de Lavergne : le médecin

## Production

### Développement

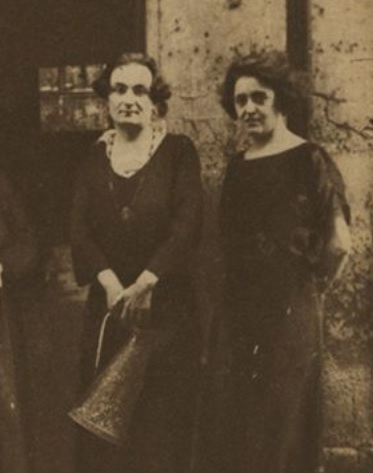
Paul Grappe et sa femme Louise.

André Téchiné découvre le destin singulier de Paul Grappe par le biais de ses producteurs Michèle et Laurent Pétin, qui lui font découvrir l'ouvrage des historiens Fabrice Virgili et Danièle Voldman. Il dit avoir été « sidéré » par cette histoire « baroque ».

### Adaptation
Le travail d'écriture est mené par Téchiné et Cédric Anger, à partir de la matière documentaire de Virgili et Voldman.
André Téchiné affirme avoir voulu réaliser le « biopic d'un couple »,, autour du troisième personnage qu'est Suzanne, qui d'« enchanté » plonge dans la solitude et devient « monstrueux ». Pour ce faire, le film croise la reconstitution du contexte historique avec l'évocation plus intemporelle d'une passion romanesque et décadente, produisant des scènes hors du temps et une confusion régulière des époques. Pour des raisons de coût et de choix artistique, Téchiné ne souhaitait pas s'engager trop fortement dans un projet de film d'époque, y préférant le traitement méticuleux des personnages,.
Virgili et Voldman, « découvreurs » de l'histoire vraie, expriment leur « bonheur d'historiens » à l'évocation du projet : « par la magie des images, du jeu des acteurs, du talent des costumiers et des maquilleurs et de la puissance d’un réalisateur, Paul, Suzanne et Louise ont pris vie et se sont incarnés ». La sortie du film incite la presse à évoquer l'histoire originelle et véritable du couple, comme le fait Le Huffington Post en publiant les articles de presse d'époque.

### Attribution des rôles

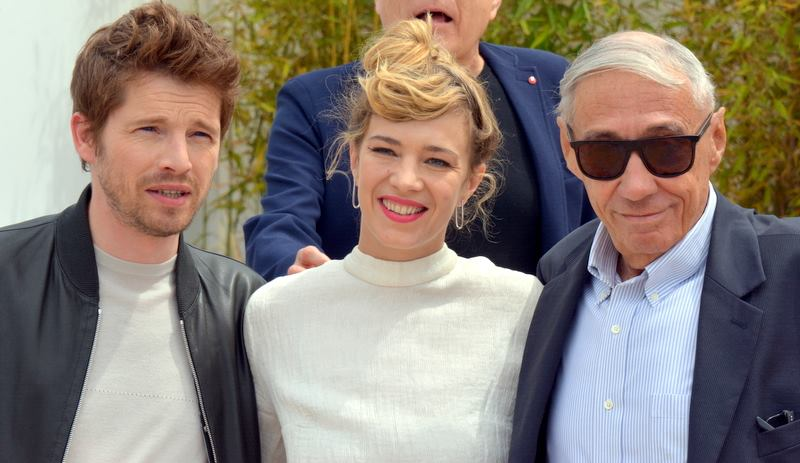
Les acteurs principaux Pierre Deladonchamps et Céline Sallette et le réalisateur André Téchiné au festival de Cannes 2017.

Le Film français dévoile, en août 2016, l'engagement de Céline Sallette et Pierre Deladonchamps chez André Téchiné pour son vingt-deuxième film, ainsi que Michel Fau, Claude Gensac (disparue avant le début du tournage) et Grégoire Leprince-Ringuet.
Reconnaissant avoir une première fois joué son va-tout en acceptant de tourner dans L'Inconnu du lac, Deladonchamps reconnaît ne pas avoir peur d'écorner son image en endossant des rôles complexes, mettant en jeu la question du genre. Il admet avoir eu pour principale crainte que son interprétation soit mal reçue par les personnes transgenres et travesties. Il reconnaît qu'il s'agit probablement du rôle « pour lequel [il s'est] le plus jeté dans le vide ».
C'est Pierre Deladonchamps, déjà pressenti, qui parle du projet à Céline Sallette à l'occasion du Festival de Cannes 2016, alors qu'il ne connaît pas l'actrice qu'il jugeait pourtant parfaite pour le rôle de Louise, et que celui-ci a déjà été attribué à une autre actrice. Cette dernière se désiste, et les producteurs qui avaient déjà identifié Céline Sallette comme pouvant également convenir, font appel à elle. Téchiné, initialement peu convaincu, accepte finalement compte-tenu de l'enthousiasme de Sallette, un mois et demi avant le début du tournage.
Téchiné admet avoir été impressionné par l'entente entre les deux acteurs principaux, qu'il a trouvés « capables de générosité jusqu'à l'obscénité ».

### Tournage

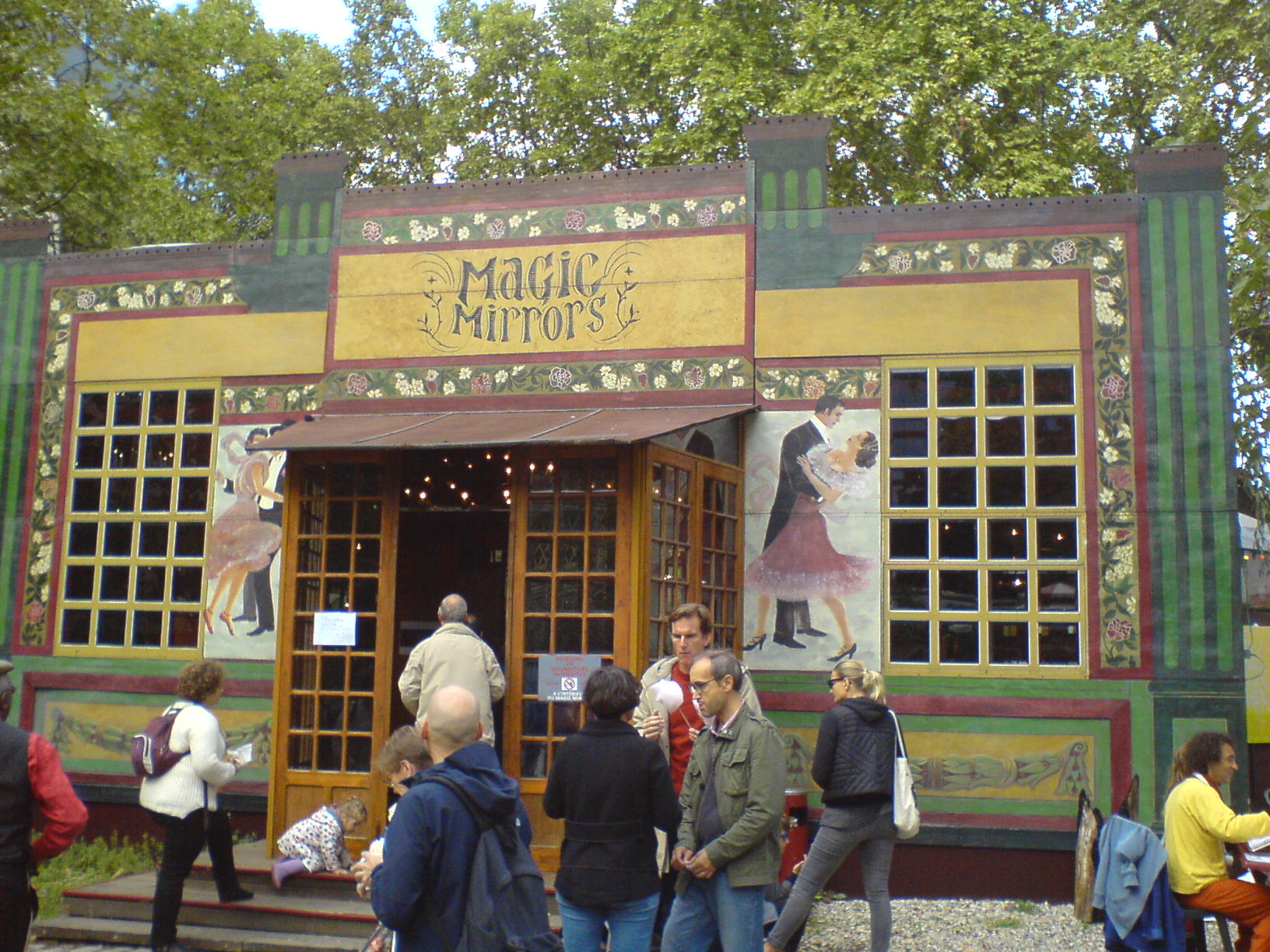
Le Magic Mirror.

André Téchiné et l'équipe d'ARP Sélection débutent le tournage, le 22 août 2016, à Paris et en Île-de-France. Il prend fin le 15 octobre 2016.
Parmi les lieux du tournage figure le Musée des Arts forains de Paris, et notamment le Magic Mirror, salle de bal itinérante originale conçue en 1924 en Belgique. Les scènes y sont prises en période de canicule ; Pierre Deladonchamps y porte un corset, ce qui rend éprouvantes les heures de tournage.
Pierre Deladonchamps affirme n'avoir que peu préparé le rôle : s'il a lu le livre et la BD qui ont inspiré le scénario, il a refusé de visionner au préalable Danish Girl, de Tom Hooper, dont la thématique et l'époque sont voisines. L'acteur reconnaît avoir apprécié « l'idée de ne pas [se] reconnaître » en tournant ce film. Le travail de Téchiné, Deladonchamps et Sallette forme une « trinité » emplie de confiance réciproque, que le réalisateur reconnaît avoir trouvée inédite et très bénéfique : « Céline et Pierre aimaient aller à l'aventure, cela a été une chance inouïe, parce que ça nous donnait à tous un talent qu'on n'aurait pas eu dans d'autres conditions ». Durant le tournage, les acteurs proposent souvent des ajouts au réalisateur, qui régulièrement les accepte. Sallette parle d'un « état de grâce, d'euphorie, de jubilation totale », et de la naissance d'un très grand amour fraternel entre Deladonchamps et elle, bénéfique pour le tournage des scènes d'intimité.

### Décors

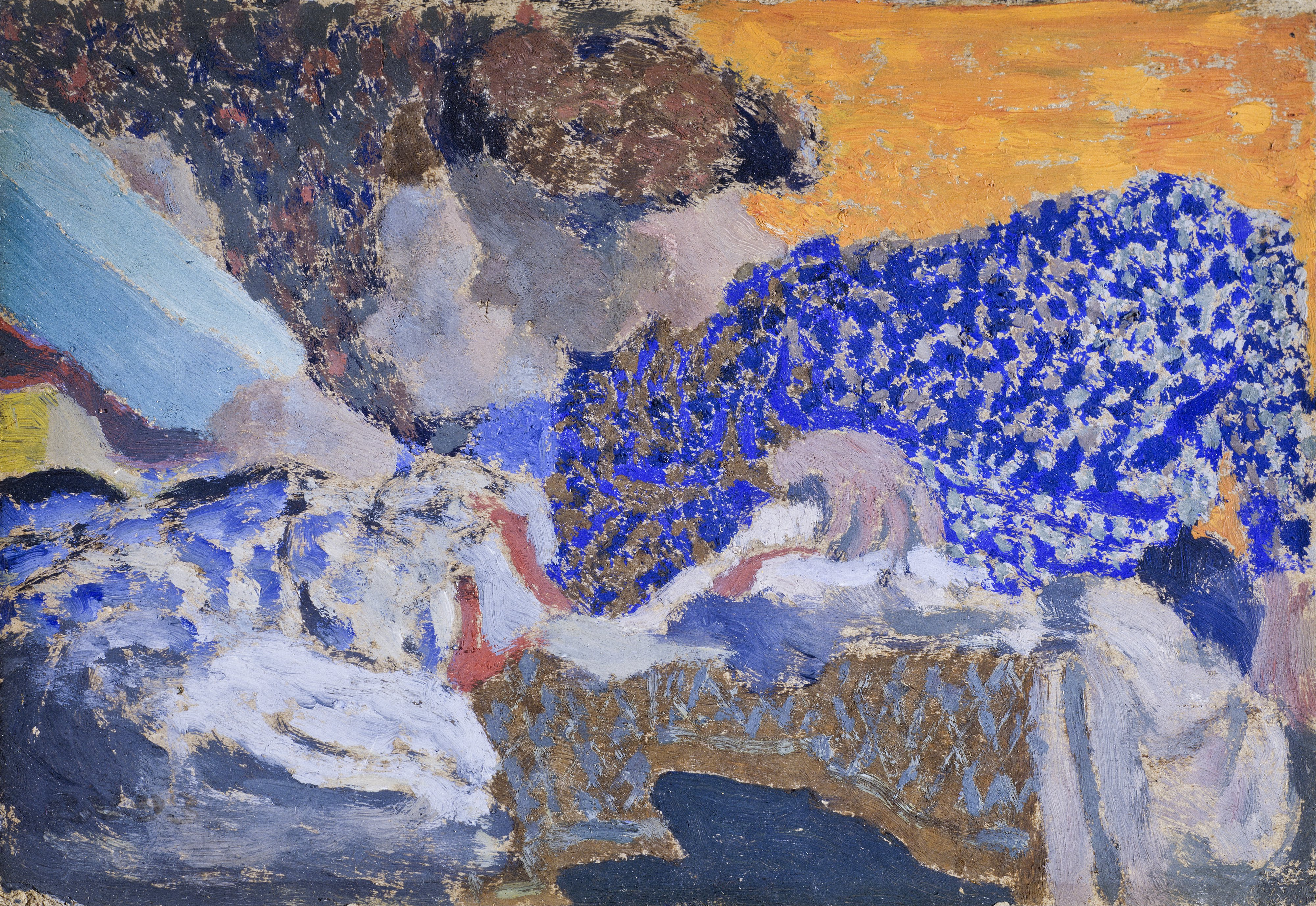
Deux ouvrières dans l'atelier de couture, d'Édouard Vuillard.

Les décors sont très richement colorés ; Téchiné, assisté par le directeur de la photographie Julien Hirsch, souhaite éviter l'écueil du film historique épuré de couleurs vives : « Je pensais à Vuillard, à Bonnard, aux Nabis. Ce travail sur les couleurs aussi bien dans les costumes que dans les décors a été mon idée fixe. Je voulais qu'elles soient le plus éclatantes possibles, même quand elles étaient noires comme dans la scène des tranchées ».

## Musique
Téchiné déclare ne pas apprécier dans les films les choix musicaux censés « [souligner] les intentions », ; de ce fait, la bande originale du film est très réduite, les seules compositions concernant les scènes se passant dans le cabaret, quand le personnage de Paul raconte son histoire plusieurs années après la guerre.
Téchiné confie la tâche de composition à Alexis Rault, avec lequel il a déjà travaillé sur son film précédent, Quand on a 17 ans. Alors que pour ce film, le compositeur avait été sollicité une fois le montage réalisé, le réalisateur demande cette fois à Rault de composer en amont du tournage, car les scènes du cabaret sont tournées en premier. Rault travaille avec la chorégraphe Sonia Vialaneix. Son travail final comprend des styles musicaux variés (tango, ragtime, black bottom, marche militaire, valse), articulés autour d'un thème central.
La bande originale regroupe en outre quelques rares titres préexistants : Auprès de ma blonde, entonné par la chanteuse britannique Olivia Chaney (en) et le titre blues Nobody Knows You When You're Down and Out, interprété par Bessie Smith — Téchiné tenant à la présence de chants —, et deux pièces classiques (Winterreise de Franz Schubert et la messe de Requiem en ré mineur de Gabriel Fauré).

## Accueil

### Festivals et sortie

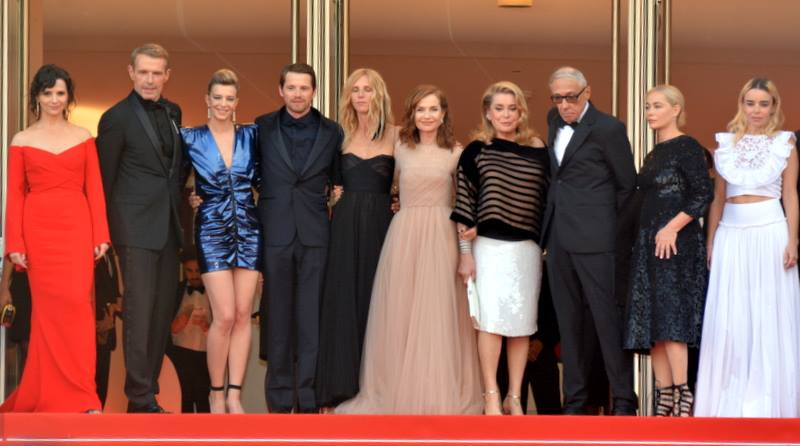
À l'occasion de la présentation du film au Festival de Cannes, André Téchiné fait l'objet d'un hommage de la part de nombreuses actrices françaises, posant ici avec lui et les deux acteurs principaux de Nos années folles. Apparaissent sur la photo Juliette Binoche, Sandrine Kiberlain, Isabelle Huppert, Catherine Deneuve, Emmanuelle Béart et Élodie Bouchez.

Nos années folles, sélectionné dans la catégorie « Évènements 70e anniversaire » et projeté le 22 mai 2017 au Festival de Cannes, sort le 13 septembre 2017 dans les salles françaises. Le film est également sélectionné au Festival international du film d'Istanbul, au Festival du film français Alliance française en Australie, au Festival Cinemania de Montréal, au Festival du film français d'Édimbourg, au Festival international du film de Chicago et au Festival international du film de Rio de Janeiro.

### Accueil critique
La critique paraît divisée au sujet du film et du traitement de son sujet. Sur l'agrégateur américain Rotten Tomatoes, le film récolte 43 % d'opinions favorables pour 7 critiques.
En France, le site Allociné propose une note moyenne de 3,2⁄5 à partir de l'interprétation de critiques provenant de 30 titres de presse.
Pierre Murat de Télérama ne cache pas que « le film d’André Téchiné, son meilleur depuis des années, avance entre deux influences protectrices. D’un côté, le lyrisme poétique de Jean Renoir (…). De l’autre, l’extravagance superbe de Max Ophüls  (…) ». Jacky Goldberg, pour Les Inrocks, encense les prestations de Pierre Deladonchamps, d'une « naïveté romantique », et de Céline Sallette, « renoirienne » avec « sa diction si particulière et sa beauté fauve ». Alexis Campion, dans le JDD, apprécie « une ambiance ostensiblement baroque, à la fois pudique et décadente », quand Jean-Michel Frodon, pour Slate, admire une « fresque d'une ampleur et d'une profondeur inattendues », au service de laquelle se sont mis quatre rôles principaux convaincants : Sallette (« présente et fragile, active et rêveuse »), Deladonchamps (« impressionnant »), Fau et Leprince-Ringuet (« sentimental et décadent »).
Anne Diatkine, dans Libération, reconnaît préférer la première partie du film, celle où le personnage de Paul Grappe ne parvient pas à apprivoiser son « double » féminin, mais salue quoi qu'il en soit la performance des deux principaux acteurs, autant Sallette, « formidable d’énergie », que Deladonchamps, « parfait en homme trouble qui renonce aux oripeaux de la virilité », tout en reconnaissant au film la capacité à faire écho aux questionnements contemporains sur le genre. Arnaud Schwartz (La Croix) abonde en se montrant peu convaincu par une seconde partie aux scènes « trop appuyées », reconnaissant néanmoins une « esthétique marquante » à un film bien servi par ses acteurs. Maguelone Bonnaud (Le Parisien) reproche à Téchiné un « manque d'empathie dérangeant » mais approuve les interprétations de Sallette, « impeccable », et Deladonchamps, « [bouleversant] ».
Thomas Sotinel du Monde semble déçu, soulignant que si « André Téchiné met en scène avec son attention habituelle (…, il) manque au film la dimension de fresque décadente qu'appelait cette histoire. Le recours à un artifice (les flash-back sont souvent remplacés par des saynètes que Paul interpréta sur scène après son amnistie) ne suffit pas à combler cette lacune et la triste complainte de Paul et Louise ne trouve pas l'orchestration qu’elle méritait ». Toujours pour Le Monde, Mathieu Macheret évoque un film « engoncé dans un "devoir de véracité" et une reconstitution a minima de l'époque ». Critikat, par la voix de son rédacteur en chef Clément Graminiès, se montre très critique, parlant d'un « échec presque total », évoquant notamment l'incapacité du réalisateur à assumer pleinement des reconstitutions historiques lourdes et factices et la direction d'acteurs intermittente. Pour L'Express, Sophie Benamon regrette des raccourcis nuisant à la vraisemblance de l'histoire.

### Box-office
Le film enregistre 141 112 entrées en France.

### Polémique
Jugée choquante par des parents d'élèves d'une école catholique de Senlis (Oise), l'affiche du film programmé dans un cinéma associatif de la ville, mettant en scène le couple nu, a été masquée.

## Analyse

### La résonance contemporaine du genre
En plusieurs points, le film interroge la notion contemporaine de genre, les réflexions qui animent le débat public autour de l'« appréhension confuse de la féminité » ou la place de la transidentité,. Pour Fabrice Virgili, co-auteur de l'essai sur lequel s'appuie le film de Téchiné, l'histoire de Paul Grappe constitue un « événement à dimension politique, mais aussi sociale et people avant l'heure ». Jean-Michel Frodon, pour Slate, voit dans le film une occasion d'interroger « la cohabitation compliquée de ce qui est mâle et femelle en chaque individu, singulièrement dans une société très formatée sur ces questions ».
Téchiné affirme avoir voulu ménager d'importantes séquences où le personnage de Paul apparaît en Suzanne, mais pas entièrement travesti, sans perruque notamment, de manière à renforcer l'impression de transgression puis de piège se dégageant de ce jeu.
De manière générale, le souhait très vif d'André Téchiné de ne pas produire un film d'époque et de valoriser un langage contemporain dans les dialogues, semble avoir facilité la répercussion moderne du film.

### Une évocation parallèle de la guerre

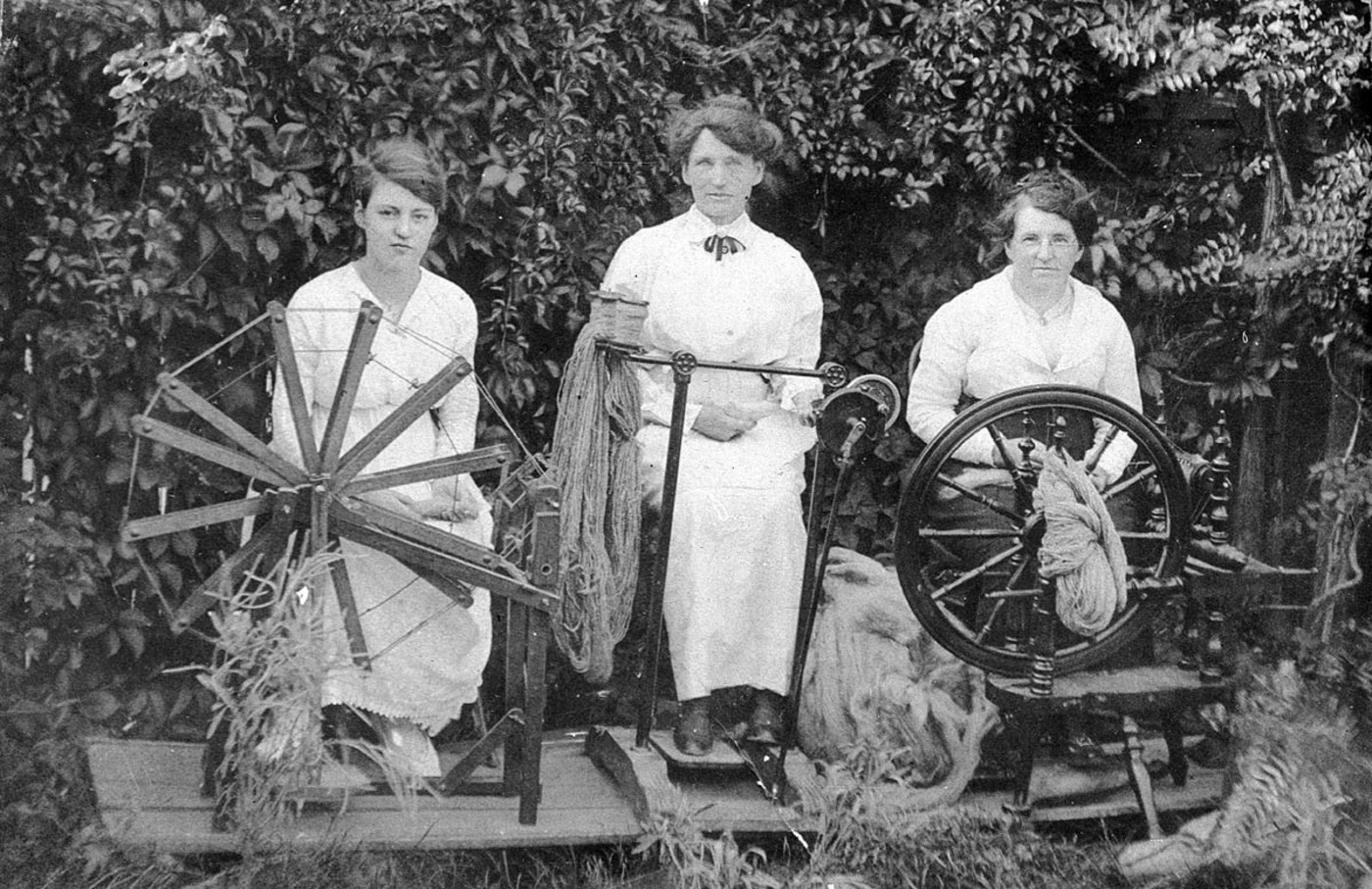
Le travail des femmes à l'arrière pendant la Grande Guerre (ici en Australie).

La trame narrative du film s'inscrit dans le contexte de la Première Guerre mondiale et du combat dans les tranchées. Le scénario aborde de fait l'horreur du conflit, le traumatisme induit et la désertion comme échappatoire. Pour Deladonchamps, le travestissement de Paul en Suzanne constitue aussi une « deuxième naissance » facilitée par le contexte des Années folles, et permettant au jeune homme d'oublier le traumatisme du quotidien de soldat, davantage que sa condition d'homme,. La prostitution à laquelle le couple s'adonne s'inscrit également dans une démarche d'urgence alimentaire, soulignant la précarité de la vie durant la guerre.
Téchiné souligne que la chronologie est perturbée au milieu du film par la présence de la guerre, alors qu'elle est linéaire avant et après le conflit ; ce procédé vise à traduire un lien de causalité entre la violence des combats et l'irruption du personnage de Suzanne. La mise en scène au Bois de Boulogne d'une rencontre entre Paul, travesti en Suzanne, et une gueule cassée, et le personnage du comte interprété par Grégoire Leprince-Ringuet, héros de guerre nationaliste qui perturbe également la relation des deux époux, sont censés mettre en exergue ce rapport.
Enfin, la mise en évidence permanente des corps (le mouvement des couturières à l'arrière, les corps mutilés...) participe aussi de cette ambition de faire de la guerre un personnage à part entière. La naissance de l'enfant provoque le basculement de l'amour inconditionnel de Louise vers une issue fatale pour Paul.